# Gilbert O'Sullivan

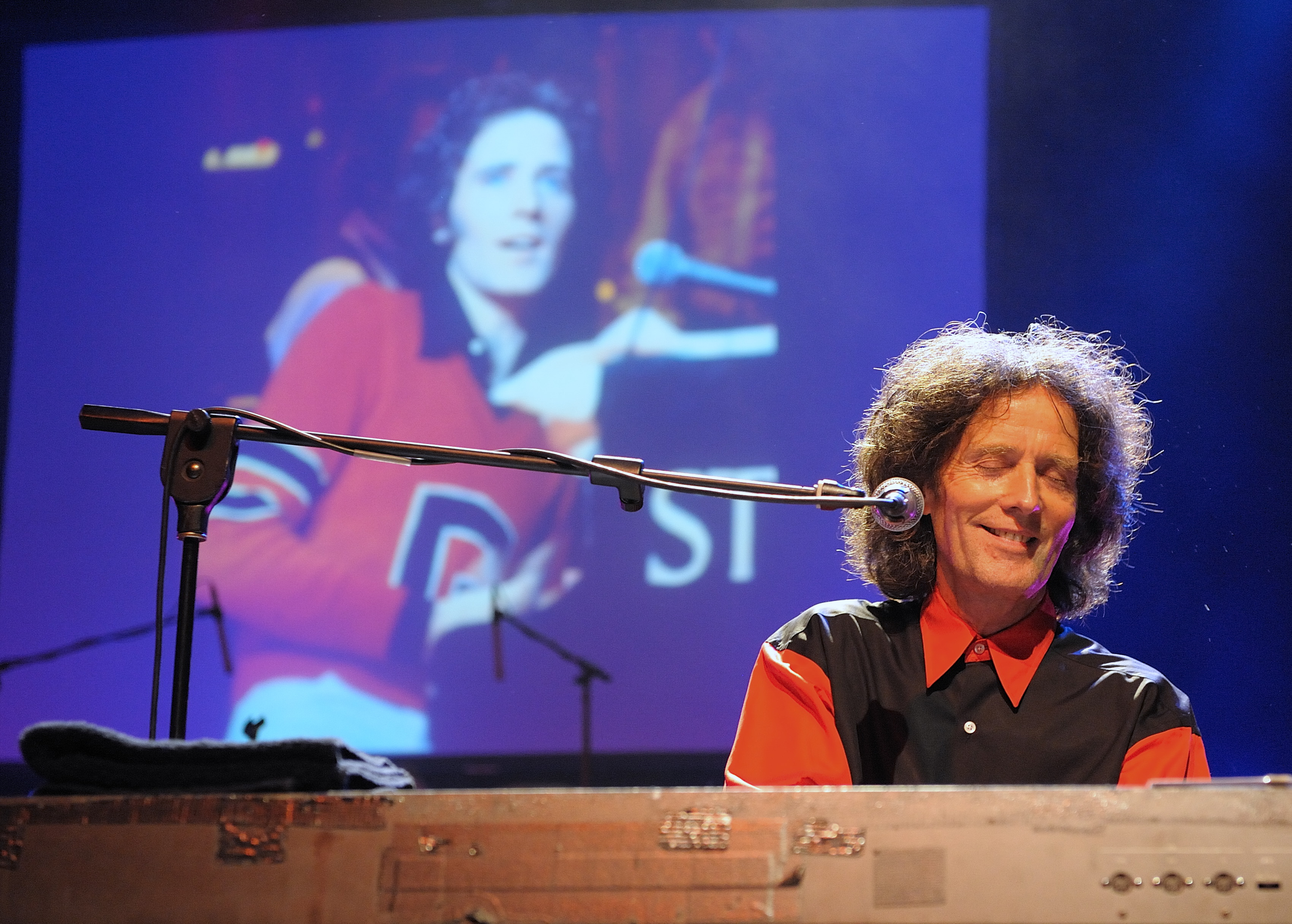
Gilbert O'Sullivan 2009.

Gilbert O'Sullivan, egentligen Raymond Edward O'Sullivan, född 1 december 1946 i Waterford, Irland, är en irländsk-brittisk sångare, pianist och kompositör. Gilbert O'Sullivan var en mycket populär popartist under det tidiga 1970-talet. Några av hans mera kända låtar är "Alone Again (Naturally)", "Matrimony", "Clair", "Get Down" och "What's In A Kiss".

## Biografi
O'Sullivan flyttade med sin familj till England 1960 efter att föräldrarna fått erbjudande om arbete där. Han skivdebuterade 1967, då under artistnamnet Gilbert. Han komponerade låten "My Advice to You" för Paul Jones, vilken blev en mindre hit i Sverige 1969.
1970 fick han skivkontrakt på producenten Gordon Mills bolag MAM Records, efter att ha skickat demoinspelningar till honom. Mills var vid tiden manager åt Tom Jones. Han fick sin första Englandshit sent 1970 med låten "Nothing Rhymed" och uppmärksammades för sin klädstil där han hämtade inspiration från 1920-talet och 1930-talet. I Skandinavien kom genombrottet 1972 med låten "Matrimony". Han hade sina största framgångar samma år då låten "Alone Again (Naturally)" blev singeletta i USA, och "Clair" toppade Englandslistan. Efter dessa framgångar ändrade han sin stil och började bära en collegetröja med bokstaven G på.
Även 1973 fick O'Sullivan större hitlåtar med "Get Down" och "Ooh Baby". Efter några år med mindre hits fann O'Sullivan att hans kontrakt med MAM Records var mycket fördelaktigt för ägaren Gordon Mills. Detta ledde till att han vidtog rättsliga åtgärder för att få kontrollen över sina låtar, något också en domstol slog fast att han hade rätt till 1982. O'Sullivan hade haft en sista mindre hit 1980 med låten "What's in a Kiss?" men försvann i princip helt från listorna efter domstolsbeslutet. 1991 var han involverad i ytterligare en rättstvist rörande sampling, där rapartisten Biz Markie använt partier ur hans låt "Alone Again (Naturally)" utan tillstånd. Även här föll utslaget till O'Sullivans favör, och domen fick avgörande betydelse i hur sampling får användas.
Under 2000-talet och 2010-talet har han fortsatt ge ut ny musik på små skivbolag, och uppträtt. Han är särskilt populär i Japan. 

## Diskografi

### Album
- Himself (1971)
- Back to Front (1972)
- Gilbert O'Sullivan (1968) (1972) (tidiga inspelningar, endast utgiven i Sverige)
- Humble Beginnings Of England's Gilbert O'Sullivan & Gerry Dorsey (1972) (tidiga inspelningar)
- I'm a Writer Not a Fighter (1973)
- A Stranger in My Own Back Yard (1974)
- Greatest Hits (1976) (samlingsalbum)
- Southpaw (1977)
- Off Centre (1980)
- Life & Rhymes (1982)
- Frobisher Drive (1987)
- In the Key of G (1989)
- Nothing But The Best (1991) (samlingsalbum)
- Sounds of the Loop (1991)
- Rare Tracks (1992)
- Little Album (1992)
- Live in Japan '93 - Tomorrow Today (1993)  (live)
- By Larry (1994)
- Every Song Has it's Play (1995)
- Singer Sowing Machine (1997)
- Irlish (2001)
- Piano Foreplay (2003)
- Caricature: The Box (2003) (3-CD Box)
- The Berry Vest of Gilbert O'Sullivan (2004) (samlingsalbum)
- A Scruff At Heart (2006)
- Gilbertville (2011)
- The Very Best of Gilbert O'Sullivan - A Singer and His Songs (2012) (2-CD samlingsalbum)
- Latin Ala G (2015)
- Gilbert O'Sullivan (2018)
- Driven (2022)

### Singlar
- Disappear/You (1967)
- What Can I Do/You (1968)
- Mr Moody's Garden/I Wish I Could Cry (1969)
- Nothing Rhymed/Everybody Knows (1970)
- Thunder And Lightning/Bye Bye (utgiven i Sverige) (1971)
- Underneath The Blanket Go/Doing The Best That I Can (1971)
- We Will/I Didn't Know What To Do (1971)
- No Matter How I Try/If I Don't Get You (Back Again) (1971)
- Alone Again (Naturally)/Save It (1972)
- Ooh-Wakka-Doo-Wakka-Day/But I'm Not (1972)
- Clair/What Could Be Nicer (Mum The Kettle's Boiling) (1972)
- Out Of The Question/Everybody Knows (1972)
- You/What Can I Do/Disappear (1972)
- Get Down/A Very Extraordinary Sort Of Girl (1973)
- Ooh Baby/Good Company (1973)
- Why, Oh Why, Oh Why/You Don't Have To Tell Me (1973)
- Happiness Is Me And You/Breakfast, Dinner and Tea (1974)
- A Woman's Place/Too Bad (1974)
- Christmas Song/To Cut A Long Story Short (1974)
- You Are You/Tell Me Why (1975)
- I Don't Love You But I Think I Like You/That's A Fact (1975)
- I'll Believe It When I See It/Just As You Are (1975)
- You Never Listen To Reason/Call On Me (1975)
- To Each His Own/Can't Get You Out Of My Mind (1976)
- Matrimony/You Don't Have To Tell Me (1976)
- My Love and I/Call On Me (1977)
- Miss My Love Today/Our Own Baby (1977)
- What's In A Kiss/Down Down Down (1980)
- I Love It But/Help Is On The Way (1980)
- A Minute Of Your Time/In Other Words (1982)
- Bear With Me/Don't Bother At All (1982)
- So What/We Will (1987)
- Lost A Friend/You Better Run (1989)
- Lost A Friend/Get Down/We Will (CD-singlar från och med denna) (1989)
- At The Very Mention Of Your Name (1990)
- So What/In A Nutshell (vinyl) (1990)
- At The Very Mention Of Your Name/What You See Is What You Get (1990)
- What A Way (To Show I Love You)/Lost A Friend (1991)
- Can't Think Straight/Sometimes/Divorce Irish Style (1992)
- Are You Happy?/Nothing Rhymed/Or So They Say (1993)
- Dear Dream/Sometimes (1995)
- Ain't No Telling/Doesn't It Make You Sick (1998)
- Have It/Couldn't Get Arrested (2001)
- Say Goodbye/Sex Appeal/Clair (2001)
- Taking A Chance On Love/Clair/Happiness Is Me And You (2001)
- Two's Company/I Have My Coat To Keep Me Warm (2002)
- Oh, Baby (2002)
- Just So You Know (2007) (endast nedladdningsbar singel)
- You Can't Con-crete (2007) (endast nedladdningsbar singel)
- Never Say Di (2008) (endast nedladdningsbar singel)
- Christmas Song (2010) (iTunessingel, remixad och remastrad)
- All They Wanted To Say (radio edit)/All They Wanted To Say (album-version) (2011)
- Where Would We Be (Without Tea) (2011)
- Can I Leave The Rest Up To You (2011)
- Nothing Rhymed / Everybody Knows (2011, endast nedladdningsbar singel)
- No Matter How I Try / If I Don't Get You (Back Again) (2012, endast nedladdningsbar singel)
- Taking A Chance (2012, endast nedladdningsbar singel)